# 沖縄振興局
沖縄振興局（おきなわしんこうきょく）は、内閣府の内部部局のひとつ。沖縄県の産業振興を行う。

## 概要
1972年5月15日の沖縄返還により沖縄県が日本の施政権下に復帰したことを機に、沖縄振興開発計画の所管官庁として沖縄開発庁を設置した。長官には国務大臣をもって充てる大臣庁とされた。内部部局は総務局と振興局。総務局はいわゆる官房事務を担当するほか、沖縄振興開発計画の作成、沖縄振興開発金融公庫の監督を担当。振興局は沖縄振興開発計画の個別の事務を所管する関係省庁間の調整を担当。関係予算を一括計上した。
2001年1月6日、中央省庁再編の実施に伴い、沖縄開発庁は経済企画庁などと共に内閣府に統合、内閣府の内部部局として沖縄振興局が設置され、沖縄総合事務局は内閣府の地方支分部局となった。また、内閣府本府内の沖縄関係部局（政策統括官（沖縄政策担当）、沖縄振興局、沖縄総合事務局）及び北方対策本部を所轄する内閣府特命担当大臣として沖縄及び北方対策担当大臣の必置が法定された。

## 組織

### 沖縄開発庁
- 総務局
  - 総務課
  - 会計課
  - 企画課
  - 調査金融課
  - 参事官
- 振興局
  - 振興総務課
  - 振興第一課
  - 振興第二課
  - 振興第三課
  - 振興第四課

### 沖縄振興局
- 審議官
  - 総務課
  - 参事官 (4人) (振興第一担当、振興第二担当、振興第三担当、調査金融担当）
- 政策統括官　(沖縄政策担当)

## 沿革
- 1952年（昭和27年）4月、連合国軍最高司令官総司令部の要請により、琉球諸島における米側機関との連絡を図るため日本政府連絡機関として、那覇と奄美大島名瀬に連絡事務所及び出張所を設けるとともに、総理府に附属機関として南方連絡事務局を設置してこれを連絡事務所の上級機関とし、同時に小笠原諸島等の南方諸島に関する事務も同局において所掌させることとなった。
- 1953年（昭和28年）12月、奄美群島の復帰に伴い、名瀬に置かれた出張所は廃止された。
- 1958年（昭和33年）、南方連絡事務局は特別地域連絡局に改組されて総理府の内部部局となり、新たに北方領土に関する事務を所管することとなった。那覇日本政府南方連絡事務所は総理府の附属機関となった。
- 1968年（昭和43年）5月、那覇日本政府南方連絡事務所を日本政府沖縄事務所と名称変更し、米国民政府との協議権能を行使することとなった。また、同年6月には小笠原諸島が本土に復帰し、小笠原に関する事務は自治省所管となった。
- 1970年（昭和45年）5月、従来の特別地域連絡局の機構を拡充し、新たに総理府の外局として沖縄・北方対策庁が発足。また、沖縄には従来の日本政府沖縄事務所に代えて、同庁の機関として沖縄事務局が設置された。
- 1972年（昭和47年）5月、沖縄復帰に伴い沖縄・北方対策庁は廃止され、沖縄開発庁が総理府の外局として設置された。また、沖縄県に地方支分部局として沖縄総合事務局が設置された。なお，従来、沖縄・北方対策庁において所管していた北方領土に関する事務は、新たに総理府の機関として設置された北方対策本部において所管することとなった。
- 2001年（平成13年）1月、中央省庁再編に伴い、沖縄開発庁は内閣府に統合され、沖縄総合事務局は内閣府の地方支分部局となった。

## 歴代の沖縄開発庁長官等
沖縄開発庁長官（おきなわかいはつちょうちょうかん）は、日本の廃止された国務大臣。沖縄開発庁の長で沖縄に関する政策を所管していた。
歴代長官
| 代                       | 氏名                     | 内閣                     | 在任期間                                        | 兼務等                                                  |
| 沖縄開発庁長官（総理府） | 沖縄開発庁長官（総理府） | 沖縄開発庁長官（総理府） | 沖縄開発庁長官（総理府）                        | 沖縄開発庁長官（総理府）                                |
| ------------------------ | ------------------------ | ------------------------ | ----------------------------------------------- | ------------------------------------------------------- |
| 1                        | 山中貞則                 | 第3次佐藤内閣            | 1972(昭和47)年05月15日 - 1972(昭和47)年07月07日 | 総理府総務長官                                          |
| 2                        | 本名武                   | 第1次田中角榮内閣        | 1972(昭和47)年07月07日 - 1972(昭和47)年12月22日 | 総理府総務長官                                          |
| 3                        | 坪川信三                 | 第2次田中角榮内閣        | 1972(昭和47)年12月22日 - 1973(昭和48)年11月25日 | 総理府総務長官                                          |
| 4                        | 小坂徳三郎               | 第2次田中角榮内閣        | 1973(昭和48)年11月25日 - 1974(昭和49)年12月09日 | 総理府総務長官                                          |
| 5                        | 植木光教                 | 三木内閣                 | 1974(昭和49)年12月09日 - 1976(昭和51)年09月15日 | 総理府総務長官                                          |
| 6                        | 西村尚治                 | 三木内閣                 | 1976(昭和51)年09月15日 - 1976(昭和51)年12月24日 | 総理府総務長官                                          |
| 7                        | 藤田正明                 | 福田赳夫内閣             | 1976(昭和51)年12月24日 - 1977(昭和52)年11月28日 | 総理府総務長官                                          |
| 8                        | 稲村佐近四郎             | 福田赳夫内閣             | 1977(昭和52)年11月28日 - 1978(昭和53)年12月07日 | 総理府総務長官                                          |
| 9                        | 三原朝雄                 | 第1次大平内閣            | 1978(昭和53)年12月07日 - 1979(昭和54)年11月09日 | 総理府総務長官                                          |
| 10                       | 小渕恵三                 | 第2次大平内閣            | 1979(昭和54)年11月09日 - 1980(昭和55)年07月17日 | 総理府総務長官                                          |
| 11                       | 中山太郎                 | 鈴木善幸内閣             | 1980(昭和55)年07月17日 - 1981(昭和56)年11月30日 | 総理府総務長官                                          |
| 12                       | 田邊國男                 | 鈴木善幸内閣             | 1981(昭和56)年11月30日 - 1982(昭和57)年11月27日 | 総理府総務長官                                          |
| 13                       | 丹羽兵助                 | 第1次中曽根内閣          | 1982(昭和57)年11月27日 - 1983(昭和58)年12月27日 | 総理府総務長官                                          |
| 14                       | 中西一郎                 | 第2次中曽根内閣          | 1983(昭和58)年12月27日 - 1984(昭和59)年11月01日 | 総理府総務長官（1984(昭和59)年6月30日まで）             |
| 15                       | 河本敏夫                 | 第2次中曽根内閣          | 1984(昭和59)年11月01日 - 1985(昭和60)年08月14日 |                                                         |
| 16                       | 藤本孝雄                 | 第2次中曽根内閣          | 1985(昭和60)年08月14日 - 1985(昭和60)年12月28日 |                                                         |
| 17                       | 古賀雷四郎               | 第2次中曽根内閣          | 1985(昭和60)年12月28日 - 1986(昭和61)年07月22日 | 北海道開発庁長官                                        |
| 18                       | 綿貫民輔                 | 第3次中曽根内閣          | 1986(昭和61)年07月22日 - 1987(昭和62)年11月06日 | 北海道開発庁長官、国土庁長官                            |
| 19                       | 粕谷茂                   | 竹下内閣                 | 1987(昭和62)年11月06日 - 1988(昭和63)年12月27日 | 北海道開発庁長官                                        |
| 20                       | 坂元親男                 | 竹下内閣                 | 1988(昭和63)年12月27日 - 1989(平成元)年06月03日 | 北海道開発庁長官                                        |
| 21                       | 井上吉夫                 | 宇野内閣                 | 1989(平成元)年06月03日 - 1989(平成元)年08月10日 | 北海道開発庁長官                                        |
| 22                       | 阿部文男                 | 第1次海部内閣            | 1989(平成元)年08月10日 - 1990(平成02)年02月28日 | 北海道開発庁長官                                        |
| 23                       | 砂田重民                 | 第2次海部内閣            | 1990(平成02)年02月28日 - 1990(平成02)年09月13日 | 北海道開発庁長官                                        |
| 24                       | 木部佳昭                 | 第2次海部内閣            | 1990(平成02)年09月13日 - 1990(平成02)年12月29日 | 北海道開発庁長官                                        |
| 25                       | 谷洋一                   | 第2次海部内閣            | 1990(平成02)年12月29日 - 1991(平成03)年11月05日 | 北海道開発庁長官                                        |
| 26                       | 伊江朝雄                 | 宮澤内閣                 | 1991(平成03)年11月05日 - 1992(平成04)年12月12日 | 北海道開発庁長官                                        |
| 27                       | 北修二                   | 宮澤内閣                 | 1992(平成04)年12月12日 - 1993(平成05)年08月09日 | 北海道開発庁長官                                        |
| 28                       | 上原康助                 | 細川内閣                 | 1993(平成05)年08月09日 - 1994(平成06)年04月28日 | 北海道開発庁長官、国土庁長官                            |
| -                        | 羽田孜                   | 羽田内閣                 | 1994(平成06)年04月28日                          | 内閣総理大臣による事務取扱                              |
| 29                       | 佐藤守良                 | 羽田内閣                 | 1994(平成06)年04月28日 - 1994(平成06)年06月30日 | 北海道開発庁長官                                        |
| 30                       | 小里貞利                 | 村山内閣                 | 1994(平成06)年06月30日 - 1995(平成07)年01月20日 | 北海道開発庁長官                                        |
| 31                       | 小沢潔                   | 村山内閣                 | 1995(平成07)年01月20日 - 1995(平成07)年08月08日 | 北海道開発庁長官、国土庁長官                            |
| 32                       | 高木正明                 | 村山内閣                 | 1995(平成07)年08月08日 - 1996(平成08)年01月11日 | 北海道開発庁長官                                        |
| 33                       | 岡部三郎                 | 第1次橋本内閣            | 1996(平成08)年01月11日 - 1996(平成08)年11月07日 | 北海道開発庁長官                                        |
| 34                       | 稲垣実男                 | 第2次橋本内閣            | 1996(平成08)年11月07日 - 1997(平成09)年09月11日 | 北海道開発庁長官                                        |
| 35                       | 鈴木宗男                 | 第2次橋本内閣            | 1997(平成09)年09月11日 - 1998(平成10)年07月30日 | 北海道開発庁長官、沖縄担当                              |
| 36                       | 井上吉夫                 | 小渕内閣                 | 1998(平成10)年07月30日 - 1999(平成11)年01月14日 | 北海道開発庁長官 国土庁長官：1998(平成10)年10月23日以降 |
| 37                       | 野中広務                 | 小渕内閣                 | 1999(平成11)年01月14日 - 1999(平成11)年10月05日 | 内閣官房長官、沖縄担当                                  |
| 38                       | 青木幹雄                 | 小渕内閣                 | 1999(平成11)年10月05日 - 2000(平成12)年04月05日 | 内閣官房長官、沖縄担当                                  |
| 39                       | 青木幹雄                 | 第1次森内閣              | 2000(平成12)年04月05日 - 2000(平成12)年07月04日 | 内閣官房長官、沖縄担当                                  |
| 40                       | 中川秀直                 | 第2次森内閣              | 2000(平成12)年07月04日 - 2000(平成12)年10月27日 | 内閣官房長官、沖縄担当                                  |
| 41                       | 福田康夫                 | 第2次森内閣              | 2000(平成12)年10月27日 - 2000(平成12)年12月05日 | 内閣官房長官、沖縄担当                                  |
| 42                       | 橋本龍太郎               | 第2次森内閣              | 2000(平成12)年12月05日 - 2001(平成13)年01月05日 | 行政改革担当、沖縄担当                                  |

- 辞令のある再任は代として数え、辞令のない留任は数えない。
- 臨時代理は空位の場合のみ記載し、海外出張等の一時不在代理は記載しない。
- 佐藤内閣の山中貞則長官から中曽根内閣の中西一郎長官までの14代の長官は総理府総務長官たる国務大臣が沖縄開発庁長官を兼務した。これは沖縄開発庁という組織が総理府の一部局から発展していった経緯による（法的に兼務することの義務等があったわけではない）。
- 中曽根内閣の古賀雷四郎長官から小渕内閣の井上吉夫長官までの20代の長官は北海道開発庁長官と兼務した（法的に兼務することの義務等があったわけではない）。このため、新聞・雑誌・放送などにおいては、両長官の後継を兼務した国務大臣を沖縄・北海道開発庁長官と表現するのが通例となっていた。しかしこの表現では、沖縄・北海道開発庁という名称の官庁があったかのような紛らわしさがあり、避けたほうがよい表現である。

### 沖縄開発事務次官
| 氏名     | 在任期間                                | 前職                 | 退任後の役職                                        |
| -------- | --------------------------------------- | -------------------- | --------------------------------------------------- |
| 岡部秀一 | 1972(昭和47).05.15 - 1973(昭和48).09.07 | 沖縄・北方対策庁長官 | オリンピック記念青少年総合センター監事              |
| 加藤泰守 | 1973(昭和48).09.07 - 1976(昭和51).04.02 | 総理府統計局長       | 公害等調整委員会委員                                |
| 山田滋   | 1976(昭和51).04.02 - 1977(昭和52).07.01 | 総務局長             |                                                     |
| 井上幸夫 | 1977(昭和52).07.01 - 1979(昭和54).06.19 | 振興局長             |                                                     |
| 川村皓章 | 1979(昭和54).06.19 - 1981(昭和56).01.23 | 総理府賞勲局長       | 総理府総務副長官                                    |
| 亀谷禮次 | 1981(昭和56).01.23 - 1982(昭和57).08.10 | 総理府人事局長       |                                                     |
| 小玉正任 | 1982(昭和57).08.10 - 1984(昭和59).07.01 | 総理府賞勲局長       | 公害等調整委員会委員 国立公文書館長                 |
| 藤仲貞一 | 1984(昭和59).07.01 - 1986(昭和61).06.17 | 振興局長             | 沖縄振興開発金融公庫理事長                          |
| 小林悦夫 | 1986(昭和61).06.17 - 1988(昭和63).07.01 | 振興局長             |                                                     |
| 塚越則男 | 1988(昭和63).07.01 - 1989(平成元).07.01 | 振興局長             | 沖縄振興開発金融公庫理事長                          |
| 手塚康夫 | 1989(平成元).07.01 - 1991(平成03).01.22 | 総務局長             | 北方領土問題対策協会会長                            |
| 藤田康夫 | 1991(平成03).01.22 - 1992(平成04).07.10 | 総務局長             |                                                     |
| 水谷文彦 | 1992(平成04).07.10 - 1993(平成05).09.03 | 振興局長             | 住宅・都市整備公団副総裁 通関情報処理センター理事長 |
| 永山喜緑 | 1993(平成05).09.03 - 1995(平成07).10.10 | 総務局長             | 平和祈念事業特別基金理事長                          |
| 渡辺明   | 1995(平成07).01.10 - 1996(平成08).07.02 | 総務局長             |                                                     |
| 瀧川哲男 | 1996(平成08).07.02 - 1997(平成09).07.11 | 振興局長             |                                                     |
| 牧隆壽   | 1997(平成09).07.11 - 1998(平成10).06.30 | 振興局長             |                                                     |
| 若林勝三 | 1998(平成10).06.30 - 2001(平成13).01.05 | 振興局長             | 日本証券業協会専務理事 日本地震再保険会長           |

### 歴代沖縄振興局長
| 氏名     | 在任期間                                              | 前職 | 退任後の役職 |
| -------- | ----------------------------------------------------- | ---- | ------------ |
| 安達俊雄 | 2001年（平成13年）1月6日 - 2001年（平成13年）7月6日   |      |              |
| 武田宗高 | 2001年（平成13年）7月6日 - 2003年（平成15年）7月15日  |      |              |
| 東良信   | 2003年（平成15年）7月15日 - 2005年（平成17年）9月6日  |      |              |
| 藤岡文七 | 2005年（平成17年）9月6日 - 2006年（平成18年）7月28日  |      |              |
| 原田正司 | 2006年（平成18年）7月28日 - 2007年（平成19年）1月9日  |      |              |
| 清水治   | 2007年（平成19年）1月9日 - 2010年（平成22年）7月30日  |      |              |
| 大辻義弘 | 2010年（平成22年）7月30日 - 2011年（平成23年）8月15日 |      |              |
| 竹澤正明 | 2011年（平成23年）8月15日 - 2013年（平成25年）7月1日  |      |              |
| 石原一彦 | 2013年（平成25年）7月1日 - 2015年（平成27年）7月28日  |      |              |
| 藤本一郎 | 2015年（平成27年）7月28日 - 2016年（平成28年）6月17日 |      |              |
| 槌谷裕司 | 2016年（平成28年）6月17日 - 2017年（平成29年）7月11日 |      |              |
| 北村信   | 2017年（平成29年）7月11日 - 2019年（令和元年）7月9日  |      |              |
| 原宏彰   | 2019年（令和元年）7月9日 - 2021年（令和3年）9月1日    |      |              |
| 水野敦   | 2021年（令和3年）9月1日 - 2022年（令和4年）6月28日    |      |              |
| 望月明雄 | 2022年（令和4年）6月28日 - 2024年（令和6年）7月5日    |      |              |
| 齊藤馨   | 2024年（令和6年）7月5日 -                             |      |              |